# Géorgiques (Diophane de Nicée)
Pour les articles homonymes, voir Géorgiques (homonymie).

Les Géorgiques (en grec ancien Γεωργικα / Geôrgika, « agriculture ») est le titre d'un traité sur l'agriculture écrit au Ier siècle av. J.-C. par Diophane de Nicée. Il était composé de six livres qui étaient un résumé des vingt livres du traité de Cassius Dionysus d'Utique.
Ce traité est perdu mais Varron s'en est fortement inspiré pour son propre traité Res rusticae. De plus de nombreux extraits se retrouvent dans la compilation byzantine geoponika. 

## Sources
- Columelle, De re rustica [lire en ligne] (IX, 12, 5 ; IX, 14, 6 ; XI, 3, 2).
- Pline l'Ancien, Histoire naturelle [détail des éditions] [lire en ligne] (XVIII, 22).
- Varron, Res rusticae [(la) lire en ligne] (I, 1, 10).